# Ihor Kononenko

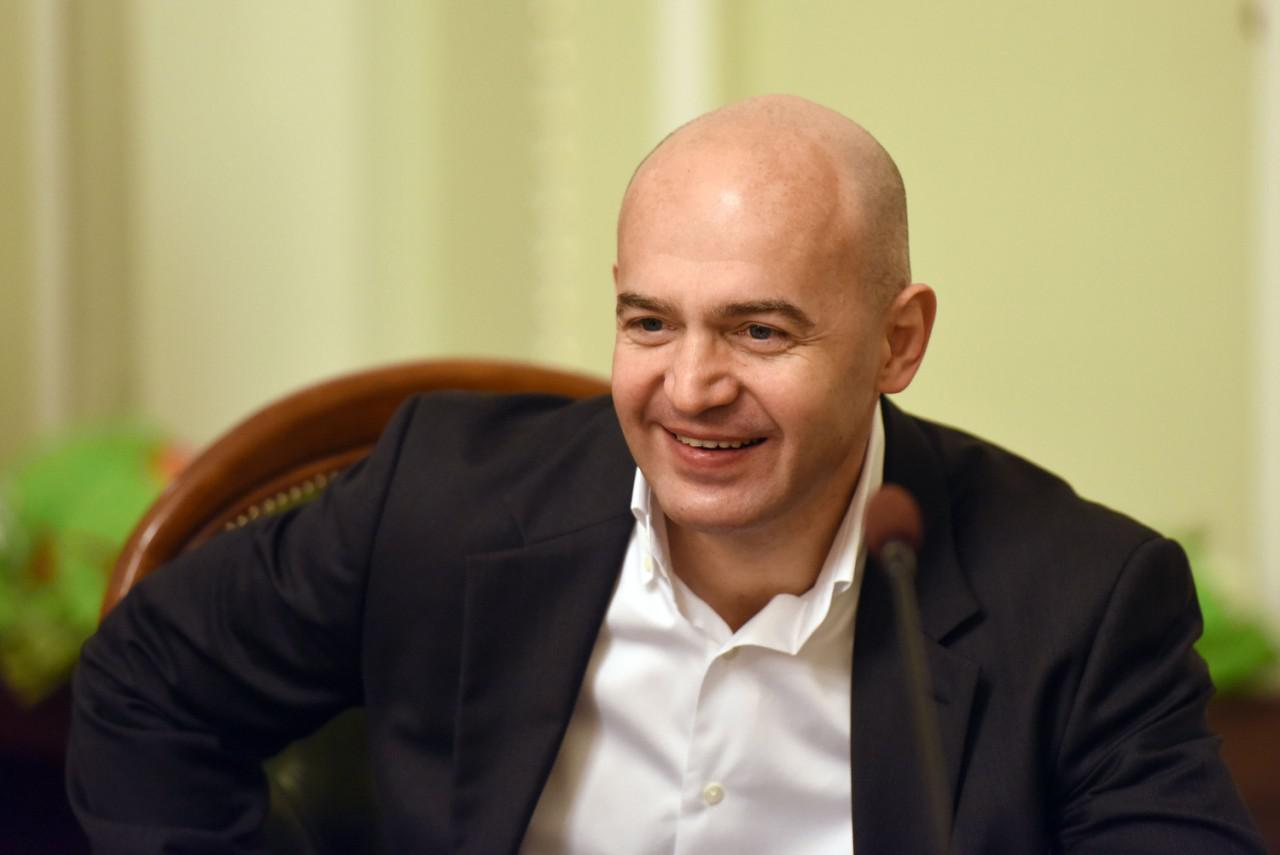
Ihor Kononenko (2016)

Ihor Witalijowytsch Kononenko (ukrainisch Ігор Віталійович Кононенко; * 21. August 1965 in Kiew, Sowjetunion) ist ein ukrainischer Unternehmer und Politiker. Kononenko ist Abgeordneter der Werchowna Rada, erster Stellvertreter des Vorsitzenden der Fraktion Block Petro Poroschenko, Poroschenko-Intimus und wird als graue Eminenz des ukrainischen Präsidenten bezeichnet.

## Leben
Nach dem Abitur 1982 an der allgemeinbildenden 45. Mittelschule in Kiew studierte Kononenko am Transportinstitut Kiew.
Von 1984 bis 1986 leistete er den Wehrdienst in der Sowjetarmee, wo er Petro Poroschenko kennenlernte. 1989 absolvierte Kononenko das Diplomstudium mit Auszeichnung (Studiengang Wirtschaft und Management im Transport). Von 1988 bis 1990 war er Komsomol-Sekretär und von 1990 bis 1991 Stellvertreter des Direktors einer Unterabteilung im Stadtstab für Studenten.
Von 1991 bis 1994 arbeitete er als Kommerzdirektor in zwei Unternehmen. Von 2004 bis 2009 war er Aufsichtsratsvorsitzender eines Transportunternehmens in Kiew.
Kononenko besitzt einen Investitionsfonds, der 7 Unternehmen verwaltet, und ist seit 2012 dessen Aufsichtsratsvorsitzender.
Kononenko ist der wichtigste Geschäftspartner von Petro Poroschenko und arbeitete als Aufsichtsratsvorsitzender in dessen Unternehmen.

## Politische Karriere
2006–2014 – Abgeordneter des Kiewer Stadtrats der V. und VI. Einberufungen aus dem „Block Leonid Chernovetskyi“, stellvertretender Vorsitzender des Ständigen Ausschusses für Verkehr und Kommunikation.
2010–2014 – Vorsitzender der parlamentarischen Fraktion „Initiative“ des Kiewer Stadtrats der VI. Einberufung.
Bei den Wahlen zum Kiewer Stadtrat 2014 wurde er in die Wahlliste der Partei „UDAR“ eingetragen (Platz 11).
Bei den Parlamentswahlen im Herbst 2014 wurde er auf der Liste des Petro-Poroschenko-Blocks (Platz 29) zum Volksabgeordneten gewählt.
Im Parlament wurde er der erste stellvertretende Vorsitzende der Fraktion des Petro-Poroschenko-Blocks und außerdem Mitglied des Ausschusses für den Brennstoff- und Energiekomplex, Nuklearpolitik und Sicherheit. Mitglied der Gruppe für interparlamentarische Beziehungen mit der Volksrepublik China, Mitglied der Gruppe für interparlamentarische Beziehungen mit der Republik Österreich.
Am 16. September 2015 leitete Ihor Kononenko, Erster Stellvertretender Vorsitzender der Petro-Poroschenko-Block-Fraktion der Werchowna Rada der Ukraine, bei den Kommunalwahlen vom 25. Oktober 2015 die Wahlzentrale der Partei BPP-Solidarität. Jurij Luzenko, der Fraktionsvorsitzende in der Werchowna Rada der Ukraine, teilte dies Journalisten vor Beginn der dritten Etappe des 12. BPP-Kongresses mit. Im Gegenzug gab Kononenko bekannt, dass die Entscheidung, ihn zum Leiter der Wahlzentrale der BPP – „Solidarität“ zu wählen, am 15. September vom Präsidium der Partei angenommen wurde.
Am 12. Mai 2016 setzte die Fraktion „Block Petro Poroschenko“ in der Werchowna Rada der Ukraine den Stellvertreter Ihor Kononenko wieder als ersten stellvertretenden Vorsitzenden der Fraktion „Block Petro Poroschenko“ ein.
Kandidat für das Amt des Volksabgeordneten bei den Parlamentswahlen 2019 (Wahlkreis Nr. 94, Bezirke Wassylkiw, Obukhiw). Er verlor gegen Oleksandr Dubinsky, einen Kandidaten der Partei „Diener des Volkes“.

## Korruptionsskandal 2016
Anfang Februar 2016 stand der Rücktritt des ukrainischen Wirtschaftsministers Aivaras Abromavicius bevor und er beschloss, beim Abschied lautstark die Tür zuzuschlagen. Am 3. Februar 2016 erklärte der ukrainische Wirtschaftsminister Aivaras Abromavičius, Kononenko sei die treibende Kraft der Korruptionsintrigen und warf ihm als der vertrauten Person des Präsidenten Petro Poroschenko vor, Druck auf den Wirtschaftsminister auszuüben, um die Kontrolle über Staatsunternehmen zu erhalten. Als Reaktion darauf nannte Ihor Kononenko diese Anschuldigungen einen Versuch, die Verantwortung für Misserfolge in der Arbeit des Ministeriums abzuwälzen.
Am 13. April 2017 gab das Bezirksgericht Petschersk Kononenkos Anspruch auf Schutz der Ehre und Würde statt und verpflichtete Abromavychus, die auf der Pressekonferenz veröffentlichte öffentlichkeitswirksame Aussage zu widerlegen.
Am 28. September 2017 hob das Berufungsgericht Kiew die Entscheidung des erstinstanzlichen Gerichts auf, ließ jedoch den Teil über die Widerlegung unverändert. Der Berufung zufolge handelt es sich bei den oben genannten Informationen um unzuverlässige Daten und nicht um wertende Urteile, da sie keine Allegorien, Satiren oder Übertreibungen enthalten, die verbreiteten Informationen durch nichts bestätigt werden und daher unzuverlässig sind und die Ehre und Würde beeinträchtigen und geschäftlicher Ruf von Ihor Kononenko.
„Die weit verbreiteten Informationen über Ihor Kononenko sind ein Bewertungsurteil und entsprechen den Grundsätzen einer demokratischen Gesellschaft hinsichtlich der Meinungsfreiheit gegenüber einer Persönlichkeit des öffentlichen Lebens“, erklärte der Oberste Gerichtshof der Ukraine am 13. November 2019.

## Wohltätigkeit
Im Jahr 2017 unterzeichnete die mit Unterstützung des Volksabgeordneten Ihor Kononenko gegründete International Tennis Academy (ITA) Verträge mit den Junioren-Tennisturniermeistern Maria Dolzhenko und Daria Snigur. MTA finanziert Trainings und Auswärtsturniere junger Tennisspieler bis zum Alter von 18 Jahren.
Im Mai 2024 übergab Kononenko drei 700 Compact Pro-Ladestationen, zwei 1400 Compact Pro-Ladestationen von Sun für das Armeeprojekt und 4 Solar 120-Solarmodule an die Front.

## Familie
Kononenko ist mit Lilija Kononenko (* 1966) verheiratet und hat drei Kinder: zwei Töchter und einen Sohn.